# Gron (Yonne)
Gron is een gemeente in het Franse departement Yonne (regio Bourgogne-Franche-Comté) en telt 1118 inwoners (1999). De plaats maakt deel uit van het arrondissement Sens.

## Geografie
De oppervlakte van Gron bedraagt 11,8 km², de bevolkingsdichtheid is 94,7 inwoners per km².
De onderstaande kaart toont de ligging van Gron (Yonne) met de belangrijkste infrastructuur en aangrenzende gemeenten.

## Demografie
Onderstaande figuur toont het verloop van het inwonertal (bron: INSEE-tellingen).